# Abderraahman Naanaa
Abderrahman Naanaa, anche Abd ar-Rahman Nana (in arabo عبد الرحمن نانا‎?; 17 giugno 1965), è un lottatore marocchino, specializzato nella lotta greco-romana e libera.

## Biografia
Rappresentò il Marocco ai Giochi olimpici estivi di Seul 1988 e Barcellona 1992 nella lotta greco-romana, categoria 57 kg.
Vinse per tre volte il titolo continentale africano e per due volte ottenne l'argento, sempre nella lotta greco-romana.
Partecipò ai Giochi del Mediterraneo di Linguadoca-Rossiglione 1993 in cui si classificò 6º nel torneo dei 57 kg di lotta greco-romana.
Ai Giochi della Francofonia di Parigi 1994 vinse la medaglia d'argento nel torneo di lotta libera 57 kg.

## Palmarès
| Anno | Manifestazione           | Sede                   | Evento   | Risultato | Note  |
| ---- | ------------------------ | ---------------------- | -------- | --------- | ----- |
| 1988 | Giochi olimpici          | Seul                   | GR 57 kg | Round 2   |       |
| 1990 | Campionati africani      | Casablanca             | GR 57 kg | Oro       |       |
| 1992 | Campionati africani      | Safi                   | GR 57 kg | Argento   |       |
| 1992 | Giochi olimpici          | Barcellona             | GR 57 kg | 9º        |       |
| 1993 | Giochi del Mediterraneo  | Linguadoca-Rossiglione | GR 57 kg | 6º        | [ 1 ] |
| 1993 | Campionati africani      | Pretoria               | GR 57 kg | Oro       |       |
| 1994 | Campionati africani      | Il Cairo               | GR 57 kg | Oro       |       |
| 1994 | Giochi della Francofonia | Parigi                 | LL 57 kg | Argento   |       |
| 1995 | Mondiali                 | Praga                  | GR 57 kg | 30º       |       |
| 1996 | Campionati               | El-Menzah              | GR 57 kg | Argento   |       |